# Anguijón
Der Río Anguijón ist ein ca. 25 km langer östlicher Nebenfluss des Río Sequillo in der nordspanischen Region Kastilien-León. Er durchfließt den Süden der Comarca Tierra de Campos in der kastilischen Hochebene.

## Verlauf
Der Río Anguijón entsteht als Ausfluss eines vom Arroyo del Valle de Fuentes gespeisten Sees etwa 6 km südwestlich der Gemeinde Villalba de los Alcores. Danach verläuft er in zunächst nördlicher, dann in westlicher und schließlich in südwestlicher Richtung, um schließlich nur ca. 12 km (Luftlinie) nordwestlich seiner Quelle im Norden der Ortschaft Villanueva de San Mancio in den Río Sequillo zu münden.

## Nebenflüsse
Zahlreiche Bäche münden in den Río Anguijón; die je nach Wetterlage mehr oder weniger Wasser führen.

## Wasserführung
Der im 19. Jahrhundert über weite Strecken begradigte Fluss führt nicht ganzjährig Wasser; Teile seiner Uferzonen sind versumpft. Nach starken oder langanhaltenden Regenfällen kann er über die Ufer treten.

## Sehenswürdigkeiten
Bei der Ortschaft Montealegre de Campos erhebt sich das Castillo de Montealegre über dem Flusstal. Früher befanden sich mehrere Wassermühlen an seinem Ufer, die jedoch allesamt verschwunden sind.